# Plakarthrium australiense
Plakarthrium australiense là một loài chân đều trong họ Plakarthriidae. Loài này được Poore & Brandt miêu tả khoa học năm 2001.